# Амблин Ентъртейнмънт
„Амблин Ентъртейнмънт“ е американска компания, произвеждаща филми за киното и телевизията. Основана е през 1980 година от режисьора и продуцент Стивън Спилбърг и продуцентите Катлийн Кенеди и Франк Маршал. Седалището ѝ е в калифорнийското селище Юнивърсъл Сити, собственост на студиото Юнивърсъл Студиос, с която често си сътрудничи. Разпространява всички филми от Амблин Партнърс под етикета на Амблин Ентъртейнмънт.